# Hirschsee
Hirschsee är en sjö i Österrike.   Den ligger i förbundslandet Vorarlberg, i den västra delen av landet, 500 km väster om huvudstaden Wien. Hirschsee ligger 1 685 meter över havet.
Trakten runt Hirschsee består i huvudsak av gräsmarker. Runt Hirschsee är det ganska glesbefolkat, med 47 invånare per kvadratkilometer.